# آيكو ساتو
آيكو ساتو (باليابانية: 佐藤愛子)‏ (5 نوفمبر 1923 في أوساكا - ) روائية من اليابان.